# الحركة العربية الأرثوذكسية

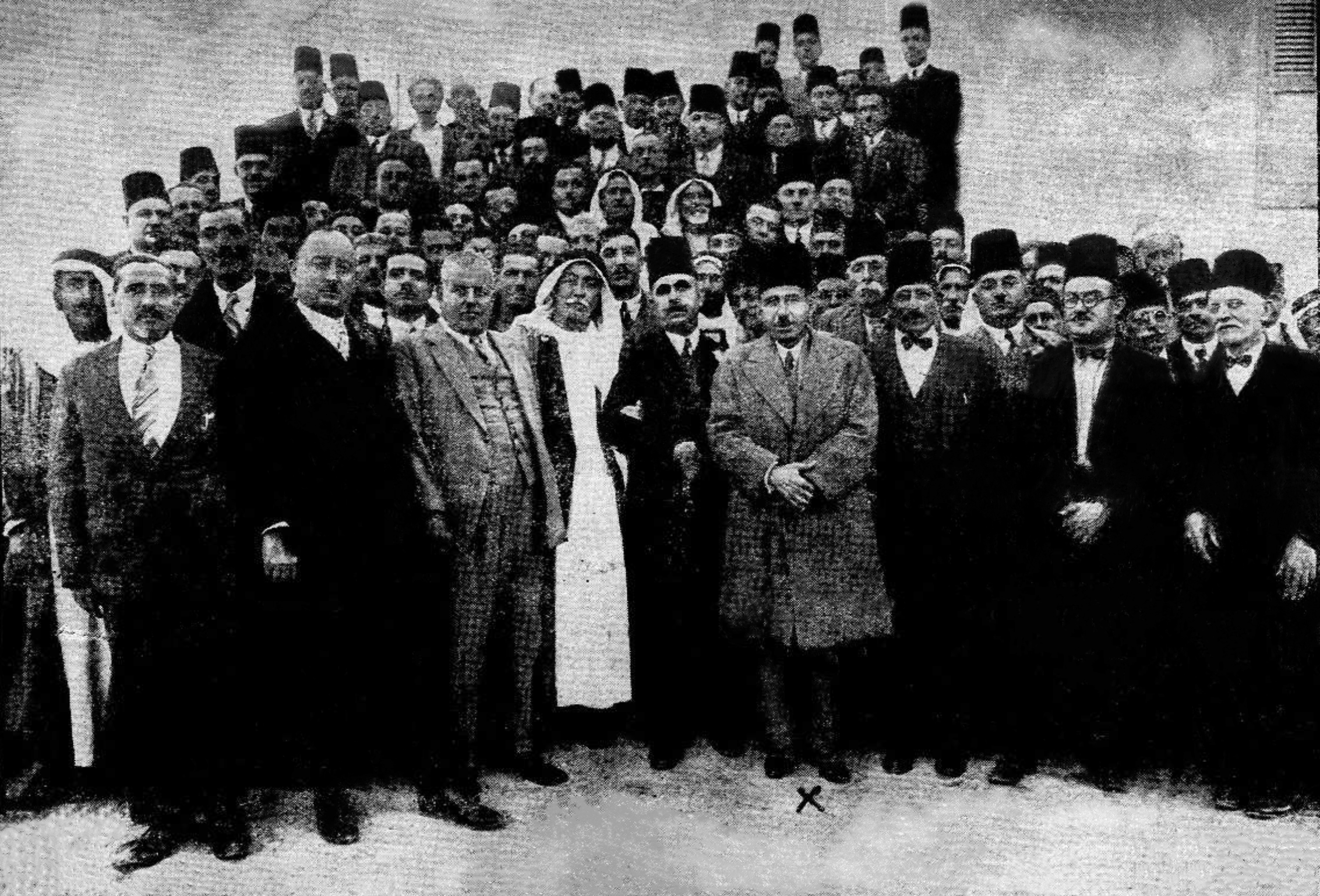
المؤتمر الارثوذكسي العربي الثاني الذي عقد في يافا في 28 أكتوبر/تشرين الأول 1931 بمشاركة مندوبين من مدن فلسطينية وشرق أردنية.

الحركة العربية الأرثوذكسية هي حركة سياسية واجتماعية تهدف إلى تعريب بطريركية الروم الأرثوذكس في القدس، وهي الكنيسة المشرفة على جميع الطوائف الأرثوذكسية في كل من فلسطين وإسرائيل والأردن، وتسعى الحركة إلى تعيين بطريرك عربي وعلماني عربي للسيطرة على ممتلكات بطريركية القدس وتسخيرها لأغراض اجتماعية وتعليمية، واستخدام اللغة العربية كلغة طقسية. وعلى الرغم من وقوع المدينة تحت الاحتلال الإسرائيلي منذ عام 1967، استمرت البطريركية في العمل وفقًا للقانون الأردني لعام 1958، والذي ينص على أن رجال الدين يحملون الجنسية الأردنية ويتحدثون العربية.

## الخلفية التاريخية
تعتبر بطريركية الروم الأرثوذكس في القدس هي أبرز بطريركيات القدس وأكبرها وأقدم كنيسة في فلسطين، حيث تأسست بمرسوم صادر عن مجمع خلقيدونية عام 451 م، والذي تم بناءا عليه رفع أسقف القدس إلى رتبة بطريرك لتحتل البطريركية بذلك المرتبة الخامسة بعد كرسي بطريركية روما والقسطنطينية والإسكندرية وأنطاكية. تمتد سلطة البطريركية إلى مناطق فلسطين وشرق الأردن وشبه جزيرة سيناء.
استحوذ اليونانيون على منصب البطريرك منذ استقالة آخر بطريرك عربي فلسطيني في عام 1543، وهو البطريرك دوروثيوس الثاني الذي كان يُعرف باسم عطا الله باللغة العربية، والذي حل محله البطريرك جرمانوس وهو يوناني من موريا تظاهر بأنه عربي بسبب معرفته الدقيقة باللغة العربية. بدأ جرمانوس تحويل بطريركية القدس إلى كنيسة هيلينية تدريجيا عن طريق إزالة أسماء البطاركة العرب الذين خدموا سابقًا، وتعيين اليونانيين في المناصب العليا في الكنيسة، واستخدام اليونانية كلغة طقسية. كما اتخذ خطوات لضمان أن يكون خلفاؤه من اليونانيين من خلال إنشاء جماعة إخوان القيامة التي كانت عضويتها تقتصر على اليونانيين. تولى جرمانوس والبطاركة اليونانيون الذين خلفوه منصب البطريركية من مقر إقامتهم في القسطنطينية حتى عام 1834، وفي ذلك العام تمت الموافقة على انتخاب بطاركة القدس المتعاقبين من قبل بطريرك اليونان في القسطنطينية، والذي استفاد من قربه من الحكومة العثمانية وتأثيره عليها.
كان المسيحيون العرب في فلسطين يُمثّلون حوالي 10٪ من السكان قبل الحرب العالمية الأولى عام 1914، وينتمي معظمهم، أو ما يزيد عن نص عددهم تقريبًا، إلى بطريركية الروم الأرثوذكس. اعتبرت البطريركية التي هيمن عليها رجال الدين اليونانيون نفسها حارسًا على الأماكن المقدسة، وليست المرشد الروحي لعلمانيها العرب الذين مُنعوا في بعض الأحيان من أن يصبحوا رهبانًا ولم يكن لهم أي دور في الأعمال الإدارية أو المالية للكنيسة.
بدأت الحركة العربية الأرثوذكسية في أواخر القرن التاسع عشر كحركة كنسية تضم المسيحيين الأرثوذكس الفلسطينيين والعرب في شرق الأردن، ثمّ تحولت لاحقًا لتصبح حركة قومية فلسطينية وعربية وسُرعان ما دعمها ودافع عنها الكثير من المسلمين العرب. استلهمت الحركة العربية الأرثوذكسية أفكارها من تجارب تعريب سوريا والبطريركية الأنطاكية اللبنانية في عام 1899 سعت للتخلص من هيمنة اليونانيين الداعمين للحركة الصهيونية على بطريركية القدس، وتعيين بطريرك عربي وعلماني عربي للسيطرة على ممتلكات بطريركية القدس وتسخيرها لأغراض اجتماعية وتعليمية، كما دعت لاستخدام اللغة العربية كلغة طقسية. كانت بطريركية القدس قد تحولت إلى بطريركية هلينية بالقوة في عام 1543، بينما يزعم رجال الدين اليونانيون إن البطريركية كانت يونانية على مدار تاريخها.
احتج العلمانيون العرب على بطريركية القدس في أواخر القرن التاسع عشر حتّى اضطر العثمانيون في النهاية للرد على هذه الاحتجاجات متأثرًين جزئيًا بالدعم الروسي لمطالب العلمانيين فقامت الدولة العثمانية في عام 1875 بإصدار قانون منح حقوقًا ثانوية للعلمانيين العرب لكنه ضمن الهيمنة اليونانية على الكنيسة، ولكن بعدما نجحت ثورة تركيا الفتاة في عام 1908على إجبار السطان عبد الحميد الثاني لإعادة العمل بالدستور العثماني لعام 1876، اجتمعت لجنة مكونة من 40 عربي أرثوذكسي في القدس وقدموا مجموعة تتألف من 18 مطلبًا للحكومة التركية، وكانت هذه هي المرة الأولى التي يتم فيها المُطالبة بحق المشاركة في إدارة ممتلكات البطريركية، إلّا أن البطريرك داميانوس رفض هذه المطالب مما دفع العلمانيين العرب إلى ارتكاب أعمال شغب وعنف في الشوارع. اضطرت الكنيسة والأخوية التي يهيمن عليها اليونانيون على أثر ذلك لخلع البطريرك داميانوس لتهدئة الوضع ولكي تظهر أكثر تجاوبًا مع مطالب العلمانيين العرب، وشكّلت في عام 1910 مجلسًا كنسيًّا يتألف من ستة ممثلين عرب وستة يونانيين، كما خصّصت ثلث إيرادات البطريركية لتمويل المدارس والمستشفيات والجمعيات الخيرية في محاولة لحل الأزمة، وعلى الرغم منذلك لم تدخل هذه القرارات إلى خيز التنفيذ مُطلقًا وتم حل المجلس المختلط الذي اعتبره البطريرك يلعب دورًا استشاريًا بعد فترة وجيزة في عام 1913، كما لم تعُد الدولة العثمانية تسمح للعلمانيين العرب بدور أكبر في انتخاب بطريركهم.
تسببت الحرب العالمية الأولى في عام 1914 في تدمير ممتلكات البطريركية وانهيارها اقتصاديًا لدرجة أنّ ديون البطريركية وصلت في عام 1918 إلى حوالي 600 ألف جنيه. كانت الأوضاع قد هدأت في القدس قليلا بين العلمانيين العرب ورجال البطريركية بعدما طُرد العثمانيين من فلسطين على يد القوات البريطانية بقيادة الجنرال إدموند اللنبي الذي عقد مصالحة مؤقتة بين العلمانيين العرب والبطريركية، ولكن سُرعان ما عادت التوترات للتصاعد من جديد عندما حاولت الأخوية حل المشاكل المالية التي تُعاني منها البطريركية عن طريق أخذ قرض من اليونان، وإخضاع الكنيسة لهيمنة الحكومة اليونانية مُجدّدًا مما يُسهم بشكل مباشر في تأكيد الهوية اليونانية للكنيسة. قوبلت هذه المُحاولات بالرفض من السلطات البريطانية كما عارضها البطريرك داميانوس، وتضمنت لجنة هايكرافت التي شكلّها البريطانيون في عام 1921 توصيات بوضع الشؤون المالية للكنيسة تحت إشراف لجنة تُعينها بريطانيا، بالإضافة إلى مشاركة بريطانية أكبر في تعيين البطريرك، وكان الغرض الرئيسيّ من هاتين القرارين هو الحفاظ على المؤسسات الدينية في السياقات الاستعمارية. كما أكدّت اللجنة أيضًا أن مشكلة العلمانيين ستعاود الظهور مرة أخرى وأعربت عن تعاطفها مع المطالب العربية بمزيد من المشاركة في الكنيسة.
كانت معارضة رجال الدين اليونانيين قد تحولت إلى العنف في أواخر القرن التاسع عشر، فكانوا يتعرضون للهجوم والاعتداء الجسدي في الشوارع على أيدي بعض العلمانيين العرب. حاولت السلطات العثمانية والبريطانية في الفترة ما بين عاميّ (1920-1948) والسلطات الأردنية في الفترة ما بين عاميّ (1948-1967) التدخل لحل النزاع عدة مرات نظرًا لوجود المقر الرئيسي للبطريركية الأرثوذكسية في القدس الشرقية. ازدادت حدّة التوترات بين العلمانيين العرب والكنيسة اليونانية في أوائل عشرينيات القرن العشرين بشكل ملحوظ بعدما أصدرت الكنيسة بيانات لدعم الصهيونية، وبعد أن باعت اللجنة البريطانية اليونانية المُشرفة على الشؤون المالية للكنيسة مساحات كبيرة من الأراضي في القدس ومحيطها في عام 1923 إلى شركة تطوير أراضي فلسطين التي يملكها الصهاينة بهدف دعم الاستعمار اليهودي مما دفع العلمانيون العرب الأرثوذكس بعد ذلك إلى وصف كنيستهم اليونانية باعتبارها مستعمر أجنبي مثله مثل السلطات البريطانية الإمبريالية والمهاجرين الصهاينة، ومن ثمّ تشكّلت الحركة الأرثوذكسية العربية وبدأت نضالها ضد البطريركية بالدعوة لاستخدام اللغة العربية القومية كلغة طقسية، والدعوة لمناهضة الإمبريالية.
لا يزال رجال الدين اليونانيون يهيمنون على البطريركية الأرثوذكسية في القدس حتى اليوم، وهي البطريركية التي تمتلك مساحات شاسعة من الأراضي تجعلها ثاني أكبر ملاك الأراضي في إسرائيل. إلا أنّها وخلال السنوات الأخيرة باعت مساحات من هذه الأراضي للمستثمرين الإسرائيليين مما تسبب في العديد من الخلافات التي أدت إلى رفع دعاوى قضائية ضدها في المحاكم الإسرائيلية من العلمانيين العرب حول ملكية العقارات. دفع هذا البطريركية في النهاية إلى إقالة البطريرك إيرينايوس في عام 2005 بعدما وصلت درجة سيطرة اليونانيين الكاملة على البطريركية وأراضيها الشاسعة وممتلكاتها إلى حد وصفها بأنها أصبحت مملكة صغيرة لهم.

## الأنشطة

### الأنشطة الصحفيّة
أدت ثورة تركيا الفتاة في عام 1908، والتي أعادت العمل بدستور الدولة العثمانية لعام 1876 إلى إلغاء الرقابة على الصحافة مما ساعد على ظهور العديد من الصحف والمجلات والدوريات في جميع أنحاء فلسطين العثمانية. ومن أصل 25 صحيفة فلسطينية صدرت في عام 1908 كانت تسع عشرة صحيفة مملوكة للمسيحيين. خصص الصحفيون المسيحيون الفلسطينيون مساحة كبيرة على صفحات مجلّاتهم لمُناصرة القضية الأرثوذكسية، فكانت جريدة الكرمل التي أسسها نجيب نصار في عام 1908، وجريدة الدستور التي أسسها خليل السكاكيني في عام 1910، وصحيفة مرآة الشرق التي أسسها بولص شحادة في عام 1919 من أكثر وأهم الصحف التي دعمت الحركة العربية الأرثوذكسية، إلا أن جريدة فلسطين التي أسسها عيسى العيسى ويوسف العيسى في عام 1911 كانت بمثابة المنبر الرئيسي الناطق بلسان الحركة العربية الأرثوذكسية. فعلى سبيل المثال كتب عيسى العيسى مؤسس الجريدة ورئيس تحريرها على صفحات جريدة فلسطين في أكتوبر/تشرين أول 1931 ما يلي:
إذا كان لفلسطين الحق في القول بأنها واقعة تحت انتدابين، أحدهما بريطاني والآخر صهيوني، فيحق للطائفة الأرثوذكسية القول بإنها واقعة تحت ثلاث انتدابات، واحدة بريطانية وصهيونية ويونانية. لقد تضافرت جهود هذه الدول الثلاث وتعاونت مع بعضها البعض لحرمان العرب الفلسطينيين من حقوقهم.
كان الدافع الأساسي لتأسيس جريدة فلسطين هو أن تكون الحركة العربية الأرثوذكسية بمثابة منفذ للجالية الأرثوذكسية العربية في نضالهم ضد هيمنة رجال الدين اليونانيين على البطريركية، فمنذ إنشاءها في عام 1911 خصصت الجريدة عمودًا للشؤون الأرثوذكسية، وركزت افتتاحيات أعداد جريدة فلسطين بعد إعادة نشرها في عام 1921 على ثلاث محاور رئيسية، وهي دعم العرب الأرثوذكس لاستعادة كنيستهم، وإظهار مدى التسلط الديني اليوناني، ومدى تجاهل الانتداب البريطاني لهذه القضية، ولكن سُرعان ما اندلع الصراع العربي ضد الاستعمار الصهيوني لفلسطين بعد فترة وجيزة، فبدأ عيسى العيسى رئيس تحرير صحيفة فلسطين في مطلع عشرينيات القرن العشرين ينظر إلى الحركة العربية الأرثوذكسية، والمعارضة العربية للاستعمار الصهيوني لفلسطين، والمعارضة العربية لسلطات الانتداب البريطاني باعتبارها نضالات متشابكة في حركة التحرر الوطني ضد الهيمنة الإمبريالية الأوروبية على فلسطين.

### المؤتمرات
ركزت الحركة العربية الأرثوذكسية على عقد مؤتمرات أرثوذكسية عربية في كل من فلسطين والأردن كان أولها المؤتمر الذي عُقد في مدينة يافا في عام 1923، والذي نتج عنه إنشاء العلمانيين لعشرات الكنائس والنوادي والمدارس الأرثوذكسية في مدينة يافا، وكان آخر هذه المؤتمرات قد عُقد في عمان عام 2014. وفيما يلي قائمة بالمؤتمرات التي عقدتها الحركة العربية الأرثوذكسية منذ تأسيسها وحتى الآن:
| المؤتمر                          | تاريخ عقد المؤتمر          | مكان عقد المؤتمر |
| -------------------------------- | -------------------------- | ---------------- |
| المؤتمر الارثوذكسي العربي الأول  | 15 تموز/يوليو 1923         | حيفا             |
| المؤتمر الارثوذكسي العربي الثاني | 28 تشرين الأول/أكتوبر 1931 | يافا             |
| المؤتمر الارثوذكسي العربي الثالث | 23 و 24 أيلول/سبتمبر 1944  | القدس            |
| المؤتمر الارثوذكسي العربي الرابع | 23 آذار/مارس 1956          | القدس            |
| المؤتمر الارثوذكسي العربي الخامس | 8 كانون الأول/ديسمبر 1992  | عمان             |
| المؤتمر الارثوذكسي العربي السادس | 1994                       | عمان             |
| المؤتمر العربي الأرثوذكسي السابع | 1999                       | الناصرة          |
| المؤتمر الارثوذكسي العربي الثامن | 2002                       | عمان             |
| المؤتمر الارثوذكسي العربي التاسع | 14 تشرين الأول/أكتوبر 2014 | عمان             |

#### المؤتمر الأرثوذكسي العربي الأول
خلال الدورة السادسة للمؤتمر العربي الفلسطيني، والتي عُقد في يافا في حزيران/يونيو عام 1923 طالب زعماء الحركة العربية الأرثوذكسية بما فيهم الناشطان يعقوب بردقوش وإبراهيم شماس وعيسى العيسى رئيس تحرير جريدة فلسطين، وعيسى البندك من صحيفة صوت الشعب الكونغرس بدعم الحركة الأرثوذكسية العربية والاعتراف بها كجزء من النضال القومي الأوسع. وبتشجيع ودعم من أعضاء المؤتمر تمكّنت الحرطة من إنشاء المؤتمر الأرثوذكسي العربي وعقد أولى جلساته في مدينة حيفا في 15 تموز/يوليو عام 1923.
تزعم المؤتمر العربي الأرثوذكسي الأول من قيادات الحركة العربية الأرثوذكسية كل من إسكندر كساب كرئيس للمؤتمر، ويعقوب فراج كنائب لرئيس للمؤتمر، وميشيل خوري كسكرتير عام للمؤتمر. أقيم المؤتمر بحضور 54 مندوباً يمثلون جميع الأبرشيات الأرثوذكسية في فلسطين وشرق الأردن. وطالب الحاضرين بالتعريب ونددوا بهيمنة البطاركة ورجال الدين اليونانيون على الكنائس، والذين اغتصبوا السلطة الروحية من الأرثوذكس العرب على مدار أربعة قرون. طالب المؤتمر أيضًا بإعادة تسمية الكنيسة باسم بطريركية القدس الأرثوذكسية، والسماح للأعضاء العرب بالتآخي والترقي في المناصب الكنسية وتمكين المشاركة الإدارية العربية في الشؤون المالية. والسيطرة العربية على المؤسسات الكنسية، وتشكيل مجلس مختلط بأغلبية عربية وبصلاحيات واسعة النطاق، كما شدد المؤتمر على المطالبة باستخدام اللغة العربية كلغة طقسية، وانتقد المؤتمر البطريركية على بيع أراضي البطريركية الأرثوذكسية في القدس للصهاينة أفرادا وشركات.
لم يستجب البريطانيون لمطالب الحركة على الرغم من اعترافهم بأن المؤتمر الأرثوذكسي العربي الأول كان ممثلاً للمجتمع المسيحي في القدس، وقام البطريرك دميانوس، ردًا على المؤتمر الأرثوذكسي العربي الأول، بتنظيم حزبه المُعارض للحركة، واجتمعوا عدة مرات في أكتوبر 1923، واقترحوا على البريطانيين خلال هذه الاجتماعات إجراء إصلاحات أقل جذرية. وفي عام 1929 كتبت النوادي والجمعيات الأرثوذكسية في فلسطين الانتدابية سلسلة من الرسائل والمخاطبات إلى السلطات البريطانية، كانت هذه الرسائل تدين رجال الدين اليونانيين وتتهمهم بالجشع والسرقة والإصرار على تبعية الكنيسة للهلينية.

شُكلت لجنة بريطانية عُرفت باسم لجنة بيرترام يونغ في عام 1926 لإعداد تقرير عن بعض الخلافات القائمة بين رجال الدين اليونانيين وأرثوذكس العرب. أعرفت اللجنة عن تعاطفها مع المطالب الأرثوذكسية العربية، وأشارت إلى أن جزء كبير من العداء الأرثوذكسي العربي كان بسبب فضائح الرهبان اليونانيين المالية والأخلاقية. وقد جاء في تقرير اللجنة ما يلي: 
يمستحيل ألا نتعاطف مع الموقف الذي وجد أعضاء الكنيسة أنفسهم فيه. فهم مثل كل الشباب في عصرهم، تملؤهم فكرة القومية ويعتزون باللغة التي وحدتهم مع رفاقهم من أبناء الوطن، ولا يريدون التخلي عن كنيستهم الأرثوذكسية التي لا تزال مرتبطة بتقاليدها وطقوسها، لكنهم يجدون أنفسهم بسبب تطور تاريخي غريب خاضعين لدير يسيطر عليه أفراد ينتمون لعِرق آخر فيعتبرون أنفسهم غرباء عن أوطانهم.
وعلى الرغم من دعمها للسماح بمشاركة عربية أكبر في إدارة شؤون البطريركية، فإنّ اللجنة لم تصل إلى حد المطالبة بتعريبها. أجلت السلطات البريطانية تطبيق الإصلاحات المقترحة في تقرير اللجنة حتى يتم انتخاب بطريرك جديد مما أعاق الحركة وحرمها من نيل حقوقها. حرص البريطانيون بشكل واضح على تجنب تمكين المسيحيين الأرثوذكس الفلسطينيين، حيث كانوا مع نظرائهم الفلسطينيين المسلمين معادين للصهيونية ولوجود الانتداب البريطاني في فلسطين.

#### المؤتمر الارثوذكسي العربي الثاني

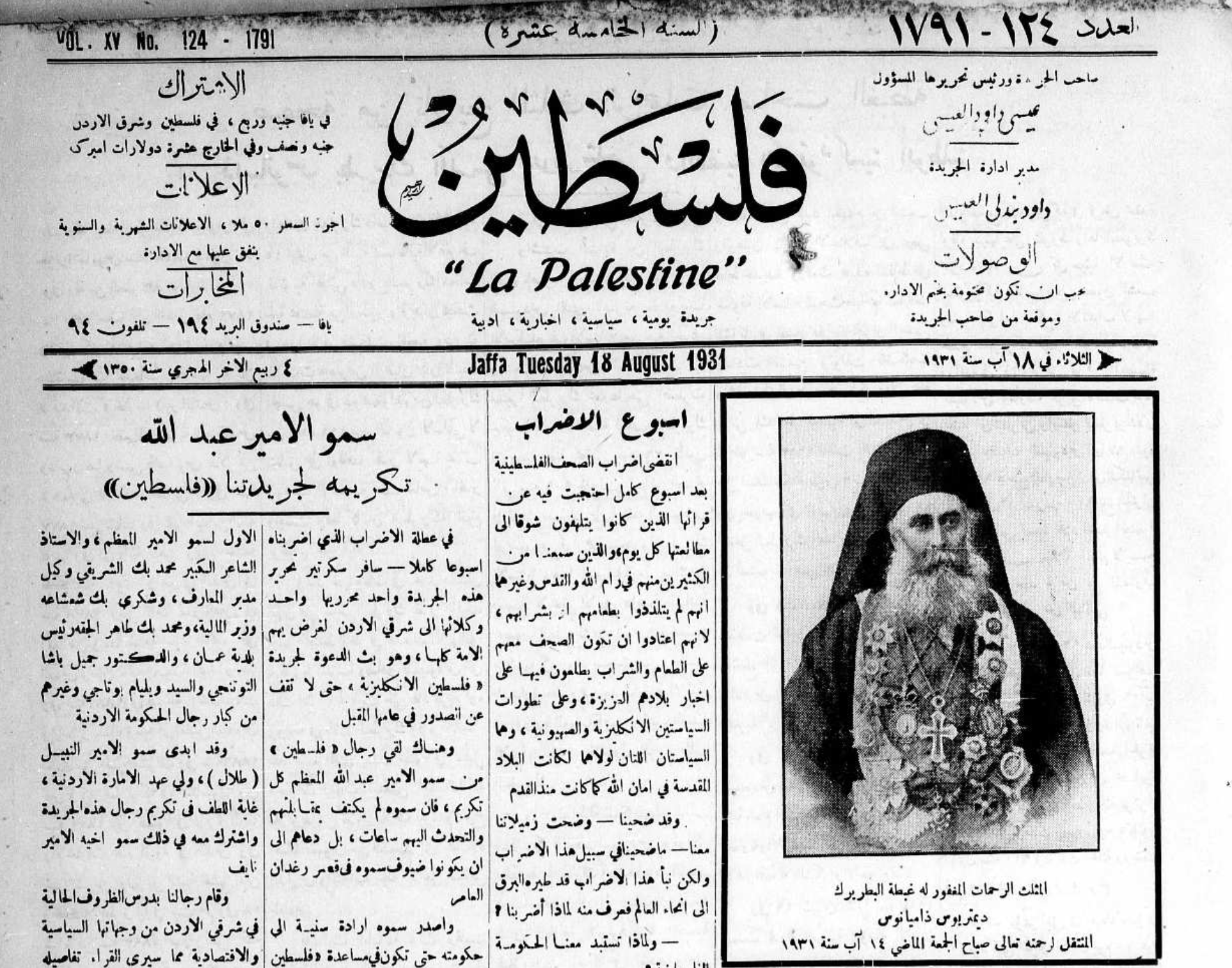
نبأ وفاة البطريرك دميانوس في إحدى صفحات جريدة فلسطين في ١٨ آب/أغسطس ١٩٣١.

توفي البطريرك دميانوس في عام 1931، وسرعان ما تحرك العلمانيون العرب لتجديد مطالباتهم، من خلال تسليط الضوء مُجددا على تقرير اللجنة البريطانية وموقفها المتعاطف مع المطالب العربية في عام 1926، وكيف استوعبت بطريركية أنطاكية رجال الدين والعلمانيين العرب، ولماذا ينبغي أن تكون بطريركية القدس فلسطينية وليست يونانية، واعتبروا أن مزاعم اليونان بملكية الأماكن المقدسة في فلسطين مُجرد غطرسة ومحض أكاذيب لا أساس لها من الصحة، فالبطريركية مؤسسة أرثوذكسية موقعها في فلسطين، والأضرحة في فلسطين، والجماعة فلسطينية، وبالتالي فمن الطبيعي أن يكون البطريرك والأخوة فلسطينيون أيضًا. أعقب ذلك عقد اجتماع في القدس حضره 400 وجيه وكاهن للطائفة أرثوذكسية جميعم من العرب وقد رفضوا الاعتراف بأي بطريرك منتخب دون موافقة الطائفة الأرثوذكسية في فلسطين.
وفي 28 تشرين الثاني/نوفمبر من عام 1931 عُقد المؤتمر الأرثوذكسي العربي الثاني في مدينة يافا برئاسة الصحفي عيسى العيسى، وقد أصدر المؤتمر الإسلامي العالمي الذي عُقد في القدس بالتزامن مع المؤتمر العربي الأرثوذكسي الثاني قرارًا يدعم الحركة الأرثوذكسية العربية واعترف بها كجزء من نضال قومي عربي أوسع. وعندما سمح المندوب السامي البريطاني السير آرثر واشوب بإجراء الانتخابات تحرك أخوة البطريركية بسرعة، فرشحوا كرد فعل استباقيّ ثلاثة مرشحين لمنصب البطريرك على الرغم من احتجاجات العلمانيين العرب، الذين طالبوا بحقهم في انتخاب البطريرك وفقًا للشروط الدستورية ووفقًا للوضع في بطريركية أنطاكية.

لجأ المجتمع العربي لطلب رأي محكمة الانتداب العليا في فلسطين، ونجح في الحصول على حكم يؤيد موقفهم حيث انتقدت المحكمة سلطات الانتداب ومعاملتها للعلمانيين العرب، وتجاهلها لتوصيات اللجنة البريطانية لعام 1926، واتهمت المندوب السامي بإساءة فهم صلاحياته. أدى هذا الحكم إلى السماح بانتخاب البطريرك، واحتفلت صحيفة فلسطين بالحكم والتقت اللجنة التنفيذية الأرثوذكسية بالمندوب السامي لعرض مواقفها. وعلى الرغم من غضب أرثر واشوب من حكم المحكمة إلا أنه أصدر في عام 1934 بيانًا يقول فيه أنه لن يتم تأكيد انتخاب البطريرك دون الاستجابة لمطالب العلمانيين، ووافق على مشروع قانون جديد ليحل محل القانون الأساسي العثماني لعام 1875، والمتعلق بالبطريركية. انتقد العلمانيون مشروع القانون. وكتب الصحفي الفلسطيني يوسف العيسى والأرثوذكسي الأردني عودة قسوس في مذكرة اللجنة التنفيذية:
في النهاية علينا الاعتراف بأن المشكلة يجب أن توكل بالتأكيد إلى الحكومة وأن البطريركية والجماعة يجب أن يستمتعوا بنفس ما تمتعت به القطتان من قطعة الجبن التي تنازعوا عليها.
بعث المؤتمر برسالة إلى الأمير عبد الله أمير شرق الأردن يطلب فيها دعمه، فاستجاب لمطالبهم خاصة فيما يتعلق بانتخاب بطريرك عربي. التقى المندوب السامي البريطاني واتشوب بالبطريرك المنتخب تيموثيوس وسكرتيره الأول بناءً على اقتراح جورج أنطونيوس، واتفق كلاهما على الرفض التام لمنح أي حقوق للعلمانيين العرب. وكتب المندوب السامي ما يلي:
بعد جلسة استمرت لمدة ساعتين، نهضمن من مقعدي وقد شعرت بخيبة أمل عميقة من الغياب المؤسف لأي نهج أو نية طيبة للمصالحة. قلت إنني لا يجب أن أنسى تصريحه بأن للدير سلطاته وصلاحياته الخاصة والتي لن يتخلى عن أي منها للعلمانيين.

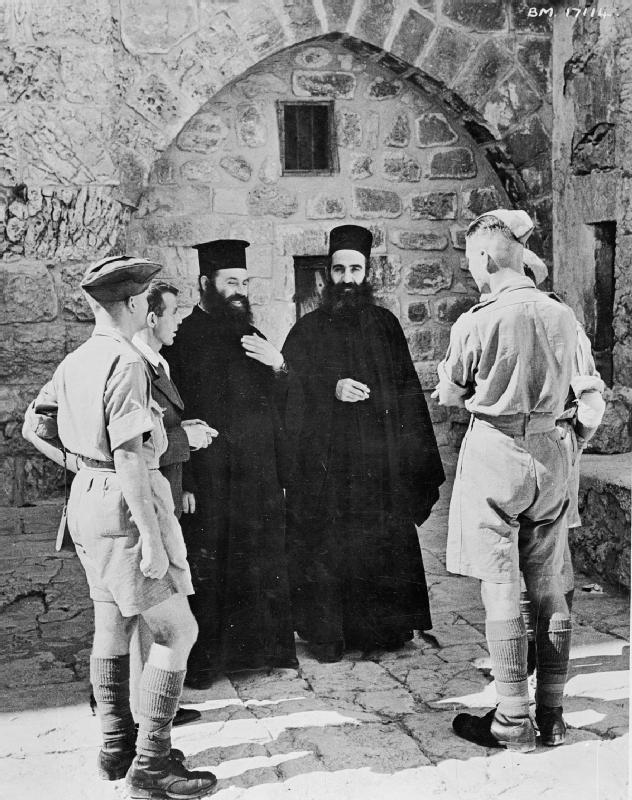
لقاء القوات البريطانية بالقساوسة اليونانيين الأرثوذكس خارج كنيسة القيامة في القدس في 11 أغسطس 1942

لم تتخذ سلطات الانتداب أي إجراءات أخرى لعرقلة انتخاب البطريرك تيموثيوس على الرغم من محاولات المندوب السامي واتشوب، كما فشلت دعوى قضائية أخرى كانت الطائفة الأرثوذكسية العربية قد رفعتها في وقف انتخابه. وبعد عام من الثورة العربية ضد سلطات الانتداب البريطاني في فلسطين في عام 1937، كتب يعقوب فراج إلى لجنة بيل البريطانية يعرض موقف المجتمع العربي الأرثوذكسي.
واجهت الحركة الأرثوذكسية العربية انتقادات داخلية من جورج أنطونيوس وخليل السكاكيني الذي كان يرى أن إقحام مسألة القومية العربية الفلسطينية في الحركة سيأتي بنتائج عكسية، وأكد أن الهويات السياسية الطائفية ستؤدي إلى نتائج عكسية تعرقل دمج المسيحيين في الحياة السياسية الفلسطينية، بينما كان قادة الحركة العربية الأرثوذكسية يعقوب فراج وعيسى العيسى وعيسى البندك ينظرون للهويات الطائفية والوطنية باعتبارها قضايا متشابكة للغاية.
ما لبثت الحركة العربية الأرثوذوكسية أن أصيبت بالإحباط وفقدت زخمها عندما تأكّد انتخاب البطريرك تيموثاوس في عام 1939، كما تفاقمت الأعمال العدائية المتصاعدة بين العرب واليهود فطغت على القضية، وبدأ المجتمع العربي الأرثوذكسي يعاني من صعوبات بعدما قام العديد من العلمانيين بمغادرة الكنيسة.

#### المؤتمر الارثوذكسي العربي الثالث
عُقد المؤتمر العربي الأرثوذكسي الثالث في 23 و24 أيلول/سبتمبر 1944 بحضور أعضاء فلسطينيين وأعضاء أرثوذكس شرقيين أردنيين، وترأس عيسى بندك اللجنة التنفيذية للمؤتمر، والتي كتبت مطالبها للبريطانيين، ثُم حول المجتمع العربي الأرثوذكسي انتباهه إلى جامعة الدول العربية التي كانت قد تشكلت لتوها في عام 1946 بعد أن خاب أملهم من سلطات الانتداب، وقدموا قضيتهم مستخدمين مصطلحات قومية عربية قائلين:
نحن كعرب وباعتبار قضيتنا شأنا وطنيا وسياسيا عربيا نقدم هذه العريضة المتواضعة التي تطلب من جامعتكم الموقرة ومن الدول العربية المشاركة في الجامعة التعاطف مع قضيتنا بتبنيها كجزء لا يتجزأ من القضية الفلسطينية العامة.

#### القانون الأردني لعام 1958
ركز المجتمع العربي الأرثوذكسي جهوده عقب نكبة عام 1948 على إغاثة اللاجئين، فأقرضت البطريركية الأراضي لبناء الكنائس في محاولة لتخفيف التوترات مع المصلين، على أن هؤلاء المستأجرين واجهوا بعض المضايقات واضطروا في بعض الأحيان لدفع إيجارات عالية لجامعي الإيجارات المنتسبين للبطريركية. ونتيجة للحرب المشتعلة في القدس الشرقية أصبحت البطريركية حاضعة لسيطرة الأردن والضفة الغربية، وبمجرد وفاة البطريرك تيموثاوس في عام 1955 جدد المصلين مطالبهم مما أدى إلى تدخل الحكومة الأردنية فدعمت حكومة سليمان النابلسي القومية العربية تعريب البطريركية، وصاغت قانونًا جديدًا لبى معظم مطالب المصلين في عام 1956، ولكن بعدما أجبرت حكومته على تقديم استقالتها في أبريل 1957، وبعد اعتراضات البطريرك بنديكتوس استجابت الحكومة الأردنية في عام 1958 لمطالب العلمانيين العرب الأرثوذكس كحل وسط دون إعطائهم الحق في إدارة ممتلكات البطريركية، وطالبت بمنح الجنسية الأردنية لجميع أعضاء الإخوية واستخدام اللغة العربية بين رجال الدين اليونانيين، ولا يزال هذا القانون المعمول به اليوم ينظم عمل البطريركية.

#### في فترة ثمانينيات وتسعينيات القرن العشرين
بعدما احتلت إسرائيل الضفة الغربية في أعقاب حرب 1967 اندلعت سلسلة من المظاهرات التي قام بها العلمانيون العرب الأرثوذكس ضد البطريركية في بيت لحم ويافا والناصرة في تسعينيات القرن العشرين للمطالبة بالسيطرة على أملاك البطريركية، ونتيجة لذلك عقدت الحركة العربية الأرثوذكسية أربعة مؤتمرات كان أولها في القدس عام 1992، وثانيا في عمان عام 1994، وثالثها في الناصرة عام 1999، ثُم في عمان عام 2002.
اقتصر الصراع القائم بين العلمانيين العرب الأرثوذكس وبطريركيتهم خلال حقبة ثمانينيات وتسعينيات القرن العشرين على الدعاوى القضائية المرفوعة في المحاكم الإسرائيلية، حيث انخرط الطرفان في محاولات تغيير ملكية بعض العقارات لصالحهم. وحافظت إسرائيل على علاقات جيدة مع البطريركية في محاولة لفرض سيطرتها على القدس الشرقية المحتلة مقابل رفع تجميد بعض ممتلكات البطريركية.

#### إقالة البطريرك إيرينايوس في عام 2005
في مطلع عام 2005 وبعد ما يقرب من أربع سنوات من تعيينه بطريركًا، عُزل البطريرك إيرينايوس بطريرك الكنيسة الأرثوذكسية في القدس من منصبه بعد اتهامه ببيع ثلاثة من ممتلكات الكنيسة اليونانية الواقعة في البلدة القديمة في القدس إلى منظمة عطيرت كوهانيم، وهي منظمة يهودية هدفها المعلن هو إقامة أغلبية يهودية في البلدة القديمة في القدس والأحياء العربية في القدس الشرقية.

## المؤسسات القومية الأرثوذكسية
خلال المؤتمر الأرثوذكسي العربي الأول الذي عُقد بمدينة حيفا في يوليو 1923، طالب الحاضرون بإنشاء جمعيات وأندية جديدة في جميع أنحاء فلسطين وشرق الأردن لترسيخ الزعامة العربية في المجتمع الأرثوذكسي. وفي عام 1924 تأسس أول نادي أرثوذكسي في يافا، وتبع ذلك تأسيس عدة أندية أرثوذكسية عربية في مختلف أنحاء فلسطين مثل نادي القدس الذي تأسس في عام 1926، ونادي عكا الذي تأسس في عام 1929، ونادي بيت ساحور الذي تأسس في عام 1930، ونادي اللد الذي تأسس في عام 1932، ونادي حيفا الذي تأسس في عام 1937.

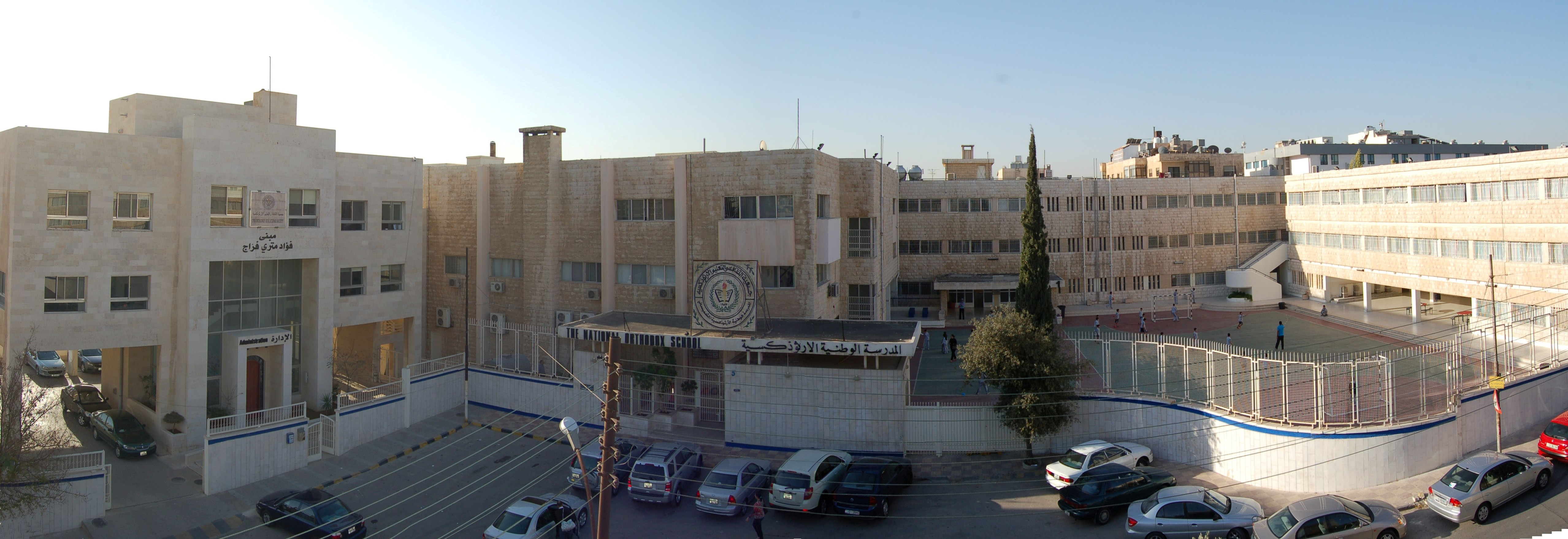
المدرسة الوطنية الأرثوذكسية في عمان. تأسست المدرسة عام 1965وتعد واحدة من أكبر المؤسسات الأرثوذكسية الوطنية التي تستضيف آلاف الطلاب

وفي عام 1965 تأسست المدرسة الوطنية الأرثوذكسية في عمان، وهي واحدة من أكبر المؤسسات الأرثوذكسية الوطنية التي تستضيف آلاف الطلاب على غرار المدرسة التي أسستها جمعية النهضة العربية الأرثوذكسية. كان وجهاء شرق الأردن قد أسسوا جمعية النهضة العربية الأرثوذكسية في 14 تشرين الثاني/نوفمبر 1928 برئاسة عودة قصوص ونائبه أمين قعوار. وكانت أولى اهتمامات عودة قصوص تتمثل في إنشاء أول مدرسة أرثوذكسية في عمان، والتي أنشئت بالفعل في ثلاثينيات القرن العشرين وكانت تستضيف 50 طالبًا. وفي عام 1932 قررت الجمعية بناء كنيسة لها في عمان وقد تكفل بتمويلها عدد من العلمانيين العرب في الأردن وفلسطين، إلا أن أعمال البناء لم تبدأ فعليا إلا في عام 1947 بفضل تبرع دير القدس الأرثوذكسي. استحوذت الجمعية بعد ذلك على قطعتي أرض إضافيتين خصصتهما لإقامة الأنشطة الثقافية والاجتماعية مما ساهم في تشكيل الحياة الفكرية في شرق الأردن وفي تنظيم نقاشات قومية عربية ضد الصهيونية والشيوعية فيما بعد.
شهدت حقبة خمسينيات القرن العشرين عدة محاولات فاشلة لتسجيل المدارس الأرثوذكسية في عمان، وبعد تأسيس الجمعية التربوية الأرثوذكسية في عام 1958 برئاسة فؤاد يغنم، ثُم رجل الأعمال والسياسي الأردني فؤاد فراج الذي جاء خلفا له، سرعان ما أنشأت الجمعية مدرستها الأولى في ذلك العام في جبل الأشرفية بعمان والتي عرفت باسم المدرسة الأرثوذكسية الوطنية، وقد افتتحت لاحقًا فرعًا ثانيًا لها في منطقة الشميساني في عام 1965 وكانت تستضيف آلاف الطلاب.

## مزاعم بيع الفلسطينيين لأراضيهم
اشترت البطريركية الأرثوذكسية في القدس بدءًا من القرن التاسع عشر مساحات واسعة من الأراضي الواقعة في الأراضي الفلسطينية وإسرائيل والأردن وشبه جزيرة سيناء المصرية، وحتى في بعض المناطق الواقعة خارج سلطتها القضائية في اليونان وقبرص وتركيا والولايات المتحدة الأمريكية وأوروبا الشرقية، والتي كان من المفترض تخصيصها لبناء الكنائس والمؤسسات والشركات مما جعل بطريركية القدس للروم الأرثوذكس تُمثّل أحد أكبر ملاك الأراضي في الأرض المقدسة، وكانت ثاني أكبر مالك للأراضي في إسرائيل بعد دائرة الأراضي الإسرائيلية. كانت ممتلكات بطريركية القدس تتضمن أيضًا مئات المباني والكنائس والمنظمات التعليمية والرفاهية، والتي سيطر عليها البطاركة اليونانيون بالكامل وسجلوها بأسمائهم واسم البطريركية واسم المصلين، ومن ثمّ وصفت البطريركية بأنها أشبه بمملكة صغيرة.
وبعد اندلاع الحرب العالمية الأولى في عام 1914 دمرت الكثير من ممتلكات البطريركية وتتسبب ذلك في انهيارها اقتصاديًا إلى حد الاستدانة، فوصلت ديون البطريركية في عام 1918 إلى حوالي 600 ألف جنيه. وقد دفع هذا البطريركية لأخذ قروض من اليونان، وإخضاع الكنيسة لهيمنة الحكومة اليونانية. قوبلت هذه المُحاولات بالرفض من السلطات البريطانية، وتضمنت لجنة هايكرافت التي شكلّها البريطانيون في عام 1921 توصيات بوضع الشؤون المالية للكنيسة تحت إشراف لجنة تُعينها بريطانيا، بالإضافة إلى مشاركة بريطانية أكبر في تعيين البطريرك.
باعت اللجنة البريطانية اليونانية المُشرفة على الشؤون المالية للكنيسة بعد ذلك مساحات كبيرة من الأراضي المملوكة للبطريركية الأرثوذكسية في القدس ومحيطها في عام 1923 إلى شركة تطوير أراضي فلسطين التي يملكها الصهاينة بهدف دعم الاستعمار اليهودي.